# Assassin's Creed II
Assassin's Creed II là một trò chơi điện tử lịch sử, giả tưởng, phiêu lưu thế giới mở, hành động lén lút trên nền Microsoft Window, Xbox 360 và Playstation 3 do Ubisoft Montreal phát triển và phát hành bởi Ubisoft. Đây là phiên bản (lớn) thứ hai trong series Assassin's Creed và là chương đầu tiên trong "Ezio trilogy" (bao gồm Assassin's Creed II và 2 phiên bản nhỏ là Assassin's Creed: Brotherhood và Assassin's Creed: Revelations). Trò chơi được phát hành trên nền console vào tháng 11 năm 2009, Microsoft Windows vào tháng 3 năm 2010 và OS X vào tháng 9 năm 2010.
Trò chơi bắt đầu với việc nhân vật chính Desmond Miles trốn thoát khỏi Tập đoàn Abstergo Industries cùng với cộng sự, Lucy Stillman, sau khi anh bị bắt cóc để hồi tưởng lại ký ức của sát thủ (và cũng là tổ tiên của Desmond) Altaïr ibn La-Ahad qua một cỗ máy có tên "Animus". Sau khi trốn thoát, Desmond đồng ý tiến hành thử nghiệm một thiết bị cao cấp hơn cả Animus nguyên bản, Animus 2.0, và hồi tưởng lại ký ức của nhà quý tộc trẻ Ezio Auditore da Firenze, sống vào giai đoạn đỉnh cao của thời kỳ Phục Hưng ở Italia cuối thế kỉ 15. Người chơi sẽ được điều khiển Ezio, người trở thành sát thủ khi cha và anh em trai của anh bị giết bởi một kẻ phản bội. Trong quá trình chơi, người chơi có thể khám phá các thành phố cổ ở Italia thế kỉ 15 một cách chân thực nhất qua hệ thống gameplay mở.
Sử dụng bô công cụ Anvil engine, Assassin Creed II bắt đầu được phát triển một thời gian ngắn sau khi Assassin Creed được phát hành. Assassin Creed II được ca ngợi rộng rãi, nhận được số điểm 91% cho Playstation 3 và Xbox 360; 86% cho PC, theo kết quả của Metacritic và đã bán được hơn 9 triệu bản tính đến tháng 5 năm 2010. Trò chơi được ca ngợi vì chú trọng nhiều hơn vào thế giới mở và sự tương tác, gameplay phi tuyến tính và có nhiều nhiệm vụ được thiết kế hay hơn hẳn so với người đàn anh Assassin's Creed. Trò chơi cũng đã cải tiến được hệ thống AI nhân vật và cung cấp một hệ thống tiền tệ hoàn toàn mới cho phép người chơi mua các phụ kiện, áo giáp và vũ khí được cải thiện thông qua quá trình chơi.

## Lối chơi
Người chơi trực tiếp điều khiển nhân vật trên màn hình thông qua một góc nhìn người thứ ba và có thể điều khiển camera, cho phép nhìn 360° ra môi trường xung quanh. Trò chơi diễn ra trong một môi trường thế giới mở với gameplay phi tuyến cho phép người chơi tự do đi dạo qua một số địa danh nổi tiếng của nước Ý cuối thế kỷ 15 như Venice, Florence, Forlì, San Gimignano, Rome (chỉ riêng thành Vatican) và vùng nông thôn Tuscan. Animus 2.0, một phiên bản mới của cỗ máy cùng tên có mặt trong Assassin Creed, cung cấp bối cảnh trong game và bổ sung một số yếu tố trò chơi. Một cơ sở dữ liệu cũng có sẵn, cung cấp thông tin thêm về các nhân vật và các mốc lịch sử quan trọng.
Phiên bản hiện tại cho phép người chơi có thể bơi trong nước, và Eagle Vision-khả năng xác định mục tiêu, bây giờ có thể sử dụng được trong khi di chuyển. NPC được thiết kế từ một nhân vật có thật - Leonardo da Vinci có thể tạo ra những vũ khí mới và tăng thanh máu tối đa cho người chơi bằng cách dịch những "trang Codex" mà Altair, nhân vật chính của phần một để lại. Người chơi cũng có thể sử dụng dù lượn được Leonardo thiết kế trong một vài nhiệm vụ. Các trạm xe ngựa và bến tàu bố trí rải rác trong các màn chơi cho phép người chơi di chuyển một cách nhanh chóng qua các địa điểm. Khung cảnh trong trò chơi thực hiện chi tiết hơn và có chiều sâu; thường dân đôi khi ho, hát hoặc hắt hơi. Ngoài ra, người chơi có thể thuê các nhóm NPC khác nhau, như lính đánh thuê, gái điếm, hay kẻ trộm; các nhóm này có thể được sử dụng để chiến đấu, đánh lạc hướng, hoặc thu hút lính canh. Chu kỳ ngày và đêm đã được thêm vào, làm cho trò chơi có cảm giác về thời gian, ngoại trừ một số nhiệm vụ và sự kiện có khoảng thời gian trong ngày cố định.
Có rất nhiều cách để tương tác với các NPC. Ném tiền xuống đất, hoặc một xác chết để lại có thể gây phân tâm cho cả lính gác và thường dân. Kẻ thù tương đối đa dạng, sử dụng nhiều loại vũ khí khác nhau như kiếm, búa chiến, dao găm, giáo dài, cung tên...,một số nhanh nhẹn hơn trong khi số khác mạnh mẽ hơn, và một số trong đó sẽ tích cực tìm kiếm nơi ẩn núp của Ezio sau khi mất dạng. Người chơi có thể lục soát các xác chết để tìm kiếm tiền hoặc vật dụng.
Cách ẩn núp cũng đa dạng hơn hẳn, có thể kể đến như việc lặn xuống nước hoặc nấp vào trong giếng, hoặc đi lẫn vào đám đông. Người chơi còn có thể ám sát từ trong chỗ núp. Trò chơi có một hệ thống tai tiếng, lính canh cảnh giác hơn với sự hiện diện của Ezio tùy thuộc vào hành vi của mình, vị trí và nhiệm vụ hiện tại. Tai tiếng có thể được giảm đi bằng cách hối lộ, loại bỏ các áp phích truy nã, hoặc ám sát quan chức tham nhũng.
Hệ thống chiến đấu phức tạp hơn so với người tiền nhiệm của nó, với khả năng tước vũ khí đối thủ bằng cách phản công trong khi không mang vũ khí. Da Vinci cung cấp cho người chơi những vũ khí chuyên dụng, chẳng hạn như đôi lưỡi dao ẩn đặc trưng của trò chơi, lưỡi dao độc và súng, tất cả đều dựa trên thiết kế được tìm thấy trong các trang Codex của Altair. Kiếm, búa chiến, chùy, rìu, dao găm, bom khói... có thể được mua từ các tiệm rèn tại mỗi thành phố. Người chơi cũng có thể chọn bất kỳ loại vũ khí nào rơi trên mặt đất hoặc sử dụng vũ khí tự chế. Những vũ khí được sử dụng có thể hỏng hóc như bình thường. Ngoài ra, người chơi có thể mua các tác phẩm nghệ thuật cho biệt thự của mình, mua bản đồ kho báu, nhuộm quần áo Ezio bằng một số màu sắc khác nhau, mua các túi da để mang thêm đồ, gặp bác sĩ để mua thuốc và hồi máu.
Biệt thự nông thôn của gia đình Auditore, nằm ở Monteriggioni, đóng vai trò là trụ sở chính của Ezio. Biệt thự và cả vùng Monteriggioni có thể được nâng cấp và tăng giá trị thông qua việc mua vũ khí mới, mua các tác phẩm nghệ thuật, nâng cấp các cửa hàng, đào giếng, khai mỏ,.v.v.., và Ezio có thể thu lợi nhuận sau mỗi một khoảng thời gian. Biệt thự có các khu vực riêng để trưng bày tranh vẽ, áo giáp, vũ khí, tượng...mà Ezio mua hoặc kiếm được. Ezio cũng có thể tập luyện các kĩ năng mới tại sân tập của biệt thự.
Các nhiệm vụ trong trò chơi có nhiều mở rộng, với cấu trúc khác nhau. Ví dụ, một nhiệm vụ có thể hộ tống một người nào đó, rồi sau đó chuyển thành rượt đuổi và ám sát. Có khoảng 200 nhiệm vụ trong trò chơi; khoảng một nửa là một phần của cốt truyện chính, trong khi phần còn lại là nhiệm vụ phụ không cần phải được hoàn tất để kết thúc cốt truyện chính của trò chơi. Các thành phố cũng chứa các vị trí ẩn như hầm mộ và hang động. Khám phá những địa điểm này đem đến cho người chơi những Assassin's Seal; sưu tập tất cả sáu Seals cho phép người chơi mở khóa Armor's Altair, trong một khu vực bí mật của căn biệt thự.
Giống như Assassin Creed, nhiều nhân vật được thiết kế dựa trên nhân vật lịch sử có thật, bao gồm Leonardo daVinci, Niccolò Machiavelli, Caterina Sforza, Bartolomeod'Alviano, Lorenzo de 'Medici, gia đình Pazzi, gia đình Barbarigo và Giáo hoàng Alexander VI. 
Địa điểm trong trò chơi bao gồm vùng Tuscany (Florence, Monteriggioni và San Gimignano), dãy núi Apennine, vùng Romagna (Forlì), Venice và Rome. Các địa danh cụ thể bao gồm nhà thờ St Mark, Grand Canal, kênh Little,cầu Rialto, Santa Maria del Fiore, Sistine Chapel, Santa Croce, Palazzo Vecchio, PonteVecchio, và Santa Maria Novella. 

## Cốt truyện
Assassin Creed II bắt đầu sau các sự kiện của trò chơi đầu tiên năm 2007; Desmond Miles vẫn còn bị mắc kẹt trong Tập đoàn Abstergo Industries (phiên bản hiện đại của các Templar - Hiệp sĩ dòng Đền) sau khi bị buộc phải sử dụng cỗ máy Animus để hồi tưởng lại ký ức của sát thủ Altair Ibn-La'Ahad, và đã phát hiện ra lời tiên tri cảnh báo từ Subject 16 mô tả sự kết thúc của thế giới. Anh sớm được giải cứu bởi Lucy Stillman, một gián điệp của Assassins trong Abstergo, và gặp hai thành viên Assassins khác, sử gia Shaun Hastings và chuyên gia máy tính Rebecca Crane. Họ yêu cầu Desmond sử dụng phiên bản Animus của riêng họ, mệnh danh là Animus 2.0, hồi tưởng những ký ức của một Assassin, Ezio Auditore da Firenze nhằm đào tạo Desmond thành một Assassins qua "Bleeding Effect" (Tạm dịch: Hiệu ứng Huyết lưu; có thể hiểu là những kĩ năng sát thủ của Ezio có thể truyền sang cho Desmond) của Animus. Ký ức bắt đầu với sự ra đời của Ezio.
Ezio Auditore da Firenze là con trai thứ của một gia đình Auditore có bốn người con, cha là Giovanni Auditore da Firenze, mẹ là Maria Auditore da Firenze, bác là Mario Auditore, anh trai là Federico Auditore da Firenze, em gái là Claudia Auditore da Firenze và em trai út là Petruccio Auditore da Firenze. Gia đình anh vốn là con cháu bên ngoại của Altaïr ibn La-Ahad (do mẹ Altaïr là người Ý). Bề ngoài là một quý tộc nhưng cha Ezio lại là một sát thủ xuất sắc của Assassin Order với nhiệm vụ chống lại sự tàn bạo của Giáo hoàng, vì bị Uberto Alberti phản bội, một nửa gia đình nhà Auditore gồm Giovani, Federico và Petruccio đã bị xử án treo cổ. Ezio cùng với mẹ và em gái Claudia buộc phải chạy trốn khỏi thành phố Florence và đến lánh nạn tại biệt thự của người bác Mario tại Monteriggioni. Tại đây, Mario đã giúp đỡ Ezio điều tra những người đứng sau âm mưu giết hại cha anh. Việc tìm kiếm manh mối dẫn Ezio từ Florence đến San Gimignano, Forlì, Venice và cuối cùng là Rome. Cùng với việc ám sát nhân vật chính trị ngày càng nhiều, Ezio cũng có thêm một vài đồng minh, bao gồm Niccolò Machiavelli  và Leonardo da Vinci. Cuối cùng, Ezio xác định được kẻ chủ mưu là một người Tây Ban Nha tên Rodrigo Borgia, hắn đã lập mưu hạ bệ gia đình Medici ở Florence với sự giúp đỡ của gia đình Pazzi và gia đình Barbarigo ở Venice. Ezio phát hiện được Borgia đang có ý định thu hồi Apple - một Piece of Eden giống mảnh của Altair lấy được hàng thế kỷ trước, và Borgia tin rằng mình là "Nhà tiên tri" sẽ dẫn Templar đến một "Mái vòm" (Vault) bí ẩn nằm đâu đó trên thế giới. Ezio đối đầu với Borgia cùng với sự giúp đỡ của các đồng minh và lấy được Apple, nhưng Borgia bỏ trốn trước khi bị giết. Đồng minh của Ezio tiết lộ họ đều là người của Assassins và coi Ezio như "Nhà tiên tri" của họ, đồng thời cho phép anh tham gia hàng ngũ của mình. Trở về Monteriggioni, Ezio ghép 30 mảnh Codex lại, và dùng Eagle Vision phát hiện ra rằng chúng chính là bản đồ chỉ dẫn vị trí của "Mái vòm": ở bên trong thành Vantican.
Trong thời gian hồi tưởng, Desmond phát hiện ra một ký ức khó hiểu về mối quan hệ của Altair với một cựu Templar tên là Maria Thorpe, cô ta sinh được một đứa trẻ tên là Darim. Desmond còn tìm thấy nhiều ký tự glyphs để lại bởi Subject 16 trong Animus, mà khi giải mã và lắp ráp tạo thành một đoạn video ngắn về một người đàn ông và phụ nữ, "Adam" và "Eva", đang chạy qua một khung cảnh tương lai được gọi là "Eden" (Địa đàng) với một Piece of Eden trong tay. Video kết thúc với các mã ASCII (trong hệ nhị phân) của từ "EDEN" (01.000.101 01.000.100 01.000.101 01.001.110). Video ngụ ý rằng thực ra Adam và Eve không bị đuổi khỏi Vườn Địa Đàng mà là họ đã lấy trộm một Piece of Eden (được dùng để kiểm soát nhân loại) rồi chạy trốn.
Các thành viên Assassins phát hiện ra Animus không thể truy cập vào được một số năm ký ức của Ezio (sau này có thể chơi được thông qua các DLC). Desmond chỉ có thể truy cập lại bắt đầu từ năm 1499, lúc Ezio và các Assassins lên kế hoạch tấn công Rodrigo Borgia (nay là Giáo hoàng Alexander VI) tại thành Vatican. Ezio đột nhập và hạ gục được Borgia, nhưng không giết hắn, vì anh biết rằng làm thế cũng không thể đem gia đình mình trở lại. Ezio sử dụng Apple và cây gậy Mục tử của Giáo hoàng (cũng là một Piece of Eden có tên gọi là Staff), và phát hiện ra lối vào "Mái vòm". Bên trong, Ezio kinh ngạc khi một hình ảnh ba chiều, tự xưng là Minerva xuất hiện. Nói chuyện trực tiếp với chính Desmond và cộng sự đang theo dõi anh ở thế giới hiện đại, cô ta giải thích mình là một phần của một nền văn minh tiên tiến đã tồn tại cùng với con người trên Trái Đất từ rất sớm cho đến khi hai bên nổ ra một cuộc chiến tranh. Một thảm họa toàn cầu xảy ra khiến cho cả hai gần như bị xóa sổ; những người sống sót đã gia nhập với nhau và cùng xây dựng một "ngôi đền" trên Trái đất cho phép con người ngăn chặn một thảm họa tương tự trong tương lai. Trước khi ảnh ba chiều biến mất, cô cảnh báo đích danh Desmond: "phần còn lại tùy thuộc vào anh". Cả Desmond lẫn Ezio đều bối rối và bị sốc trước lời nói và sự xuất hiện của Minerva.
Sau khi tỉnh dậy, Desmond và cộng sự phải đem theo Animus 2.0 chạy trốn khi bị quân của Abstergo tấn công. Trong lúc di chuyển đến một nơi ẩn náu khác, Lucy giải thích rằng có những điểm yếu mới được phát hiện trong từ trường của Trái Đất; một cơn bùng nổ mặt trời tấn công vào các điểm yếu này sẽ gây nên một sự hủy diệt toàn cầu giống như mô tả của Minerva. Desmond quyết tâm giúp các Assassins tìm thấy ngôi đền, và chuẩn bị khởi động lại cỗ máy Animus, vì họ biết rằng Ezio sẽ có câu trả lời cho các khúc mắc của mình.
Hậu bản của nó, Assassin Creed: Brotherhood bắt đầu ngay lập tức sau các sự kiện của Assassin Creed II.